# امید صالحی
امید صالحی (زادهٔ ۲۷ شهریور ماه ۱۳۶۰) او در رشتهٔ کارگردانی تحصیل کرده است. و در سال ۱۳۹۷ وی به عضویت هیئت مدیره انجمن عکاسان سینمایی ایران درآمد. امید صالحی در سی و یکمین دورهٔ جشنوارهٔ فیلم فجر برای عکاسی فیلم روزهای زندگی برندهٔ سیمرغ بلورین بهترین عکس شد و در دوره‌های سی و چهارم (برای فیلم ارسال یک آگهی تسلیت برای روزنامه)، سی و پنجم (برای اسرافیل) و سی و ششم (برایمالاریا) نامزد دریافت این جایزه بود.

## آثار
صالحی عکاس فیلم‌ها و مجموعه‌های تلویزیونی زیر بوده است:

### فیلم‌های سینمایی
| عنوان                            | سال  | کارگردان           |
| -------------------------------- | ---- | ------------------ |
| حلقه‌های ازدواج                   | ۱۳۸۸ | شاهین باباپور      |
| یک خانواده محترم                 | ۱۳۸۹ | مسعود بخشی         |
| روزهای زندگی                     | ۱۳۹۰ | پرویز شیخ طادی     |
| ماهی کویر                        | ۱۳۹۱ | محمد قربان کریمی   |
| دو ساعت بعد مهرآباد              | ۱۳۹۲ | علیرضا فرید        |
| ارسال یک آگهی تسلیت برای روزنامه | ۱۳۹۲ | ابراهیم ابراهیمیان |
| کارت پرواز                       | ۱۳۹۲ | مهدی رحمانی        |
| آخرین نفر                        | ۱۳۹۲ | مهرداد موفق        |
| بدون مرز                         | ۱۳۹۳ | امیرحسین عسگری     |
| روباه                            | ۱۳۹۳ | بهروز افخمی        |
| روز مبادا                        | ۱۳۹۳ | فائزه عزیزخانی     |
| خانهٔ دختر                        | ۱۳۹۳ | شهرام شاه‌حسینی     |
| توصیه نمی‌شود                     | ۱۳۹۴ | عبدالرضا کاهانی    |
| فصل نرگس                         | ۱۳۹۴ | نگار آذربایجانی    |
| مالاریا                          | ۱۳۹۴ | پرویز شهبازی       |
| اسرافیل                          | ۱۳۹۵ | آیدا پناهنده       |
| رقص پا                           | ۱۳۹۵ | مزدک میرعابدینی    |
| یک کیلو و بیست و یک گرم          | ۱۳۹۶ | رحیم طوفان         |
| درساژ                            | ۱۳۹۶ | پویا بادکوبه       |
| شبی که ماه کامل شد               | ۱۳۹۷ | نرگس آبیار         |
| سامورایی در برلین                | ۱۳۹۷ | مهدی نادری         |
| آتابای                           | ۱۳۹۸ | نیکی کریمی         |
| مغز استخوان                      | ۱۳۹۸ | حمید قربانی        |
| تی تی                            | ۱۳۹۸ | آیدا پناهنده       |
| مصلحت                            | ۱۳۹۹ | حسین دارابی        |
| بدون قرار قبلی                   | ۱۳۹۹ | بهروز شعیبی        |
| علفزار                           | ۱۴۰۰ | کاظم دانشی         |
| جنگ جهانی سوم                    | ۱۴۰۰ | هومن سیدی          |
| اون روی سگم                      | ۱۴۰۰ | حسام خلوصی         |
| کت چرمی                          | ۱۴۰۱ | حسین میرزامحمدی    |
| پروا                             | ۱۴۰۴ | محسن یوسفی         |

### مجموعه‌های تلویزیونی
| عنوان           | سال  | کارگردان                     |
| --------------- | ---- | ---------------------------- |
| سقوط یک فرشته   | ۱۳۹۰ | بهرام بهرامیان               |
| مثل یک کابوس    | ۱۳۹۰ | شهرام شاه‌حسینی               |
| پیدا و پنهان    | ۱۳۹۲ | آرش معیریان و شهرام شاه‌حسینی |
| پازل            | ۱۳۹۳ | ابراهیم شیبانی               |
| هشت و نیم دقیقه | ۱۳۹۵ | شهرام شاه‌حسینی               |
| پرگار           | ۱۳۹۷ | شهرام شاه‌حسینی               |
| رهایم کن        | ۱۴۰۱ | شهرام شاه‌حسینی               |
| ازازیل          | ۱۴۰۲ | حسن فتحی                     |
| در انتهای شب    | ۱۴۰۲ | آیدا پناهنده                 |
| آبان            | ۱۴۰۲ | رضا دادویی                   |
| شکارگاه         | ۱۴۰۳ | نیما جاویدی                  |

## افتخارات
- دریافت سیمرغ بلورین بهترین مجموعه عکس برای فیلم روزهای زندگی از جشنواره فیلم فجر ۱۳۹۱
- کاندید برای عکاسی فیلم‌های ارسال آگهی تسلیت برای روزنامه، اسرافیل و مالاریا در جشنواره فیلم فجر
- دریافت دیپلم افتخار برای فیلم آخرین نفر از جشنواره کودک و نوجوان ۱۳۹۵
- دریافت پروانه زرین برای فیلم بدون مرز از جشنواره کودک و نوجوان ۱۳۹۶
- دریافت تندیس بهترین عکاس برای فیلم آخرین نفر از جشنواره بین‌المللی فیلم یاس ۱۳۹۳
- کاندید اولین دوره جشن عکاسان برای فیلم خانه دختر ۱۳۹۴
- کاندید جشنواره دفاع مقدس برای فیلم روزهای زندگی ۱۳۹۲ کاندید جشنواره شهر برای فیلم بدون مرز ۱۳۹۶
- کاندید جشن خانه سینما برای فیلم بردون مرز ۱۳۹۵
- داور بخش عکس جشنواره فیلم کوتاه نهال ۱۳۹۷
- عکاس سال سینما در پنجمین جشن عکاسان سینمای ایران1398